# 194 (число)
Вижте пояснителната страница за други значения на 194.
194 (сто деветдесет и четири) е естествено, цяло число, следващо 193 и предхождащо 195.
Сто деветдесет и четири с арабски цифри се записва „194“, а с римски цифри – „CXCIV“. Числото 194 е съставено от три цифри от позиционните бройни системи – 1 (едно), 9 (девет), 4 (четири).

## Общи сведения
- 194 е четно число.
- 194-тият ден от годината е 13 юли.
- 194 е година от Новата ера.